# Дон Патінкін
Дон Паті́нкін (англ. Don Patinkin, 8 січня 1922, м. Чикаго, Іллінойс, США — 7 серпня 1995, м. Єрусалим, Ізраїль) — американський та ізраїльський економіст, професор, представник кейнсіанства.

## Біографія
Дон Патінкін народився 8 січня 1922 року в м. Чикаго, штат Іллінойс, у родині російських та єврейських емігрантів Альберта та Саді Брезінських Патінкіних. Він довго думав ким йому стати, рабином чи економістом, врешті-решт Дон зупинився на економіці, адже він в майбутньому бачив себе в цій сфері. Дон Патінкін навчався в Чиказькому університеті, де отримав ступінь бакалавра в 1943 році і ступінь магістра через два роки. У 1947 році він також закінчив докторантуру, здобувши ступінь доктора філософії. Пізніше Патінкін отримав ступінь почесного доктора літератури на івриті в Чиказькому університеті. Дон Патінкін був сіоністом і під час навчання в аспірантурі планував іммігрувати до Палестини, у своїх дипломних дослідженнях він вивчав палестинську економіку, щоб посилити свою еміграційну аргументацію, хоча не завершив свою дисертацію з цього предмету.
Після закінчення навчання він обіймав посади викладача в Чиказькому університеті (1947—1948) та Університеті Іллінойсу (1948—1949), оселився в Ізраїлі в 1949 році та почав викладати в Єврейському університеті в Єрусалимі (повний професор, 1957). У 1956 році він був призначений директором з досліджень Інституту економічних досліджень М.Фалька в Ізраїлі, який був заснований Саймоном Кузнецем за підтримки Фонду Фалька.
З 1982 по 1986 рік він був ректором Єврейського університету в Єрусалимі та його президентом у 1988 по 1989 роках, але він раптово пішов у відставку, взявши на себе відповідальність за погіршення фінансового стану університету, яке було приховане через високу інфляцію в Ізраїлі. Основними сферами інтересів Дона Патінкіна були теорія грошей, монетарний вплив на економіку та загальний економічний розвиток держави Ізраїль. У 1989 році вийшов у відставку і помер 7 серпня 1995 року в Єрусалимі. У Дона Патінкіна залишилися його дружина Девора, біолог-дослідник з Єврейського університету, син Аран і доньки Наама, Ілана і Тміра, які живуть в Ізраїлі.

## Кар'єра
Після закінчення навчання він працював професором у різних університетах, але головним чином у цих двох: Чиказькому університеті та Єврейському університеті Єрусалиму. Дон Патінкін був видатним економістом, який працював над багатьма питаннями макроекономіки. В 1952 році він здобув ступінь доктора наук в Чиказькому університеті. Патінкін працював в Британському Міністерстві фінансів, а потім в Європейському економічному комітеті, який пізніше перетворився на Організацію економічного співробітництва і розвитку. Він також викладав в Британській академії, Колумбійському університеті та Європейському університеті в Флоренції.
Дон Патінкін здійснив вагомий внесок у розвиток теорії грошей та банківської системи. Він був відомий своїми дослідженнями в області валютних курсів та міжнародної торгівлі. Після створення Ізраїлю як незалежної держави Дон Патінкін подав заявку на академічну посаду в Єврейському університеті та іммігрував до Ізраїлю в 1949 році. Окрім своєї освітньої діяльності, яку він здійснював до 1989 року як повний професор, а потім як почесний професор, він також обіймав посаду ректора Єврейського університету з 1982 по 1985 рік. Він займався науковою діяльністю та відігравав провідну роль у різних науково-дослідних установах — у 1956—1972 роках керував Інститутом економічних досліджень імені М. Фалька в Ізраїлі, в 1960—1964 роках був обраний членом Ізраїльської національної ради з досліджень і розвитку, в 1975 році був обраний почесним членом Американської економічної асоціації, а через рік став президентом Ізраїльської економічної асоціації. Однак Дон Патінкін ще не повністю вичерпав свій потенціал у вищезазначеній діяльності і також застосував себе в практичних сферах. Він працював у різних установах, таких як Рада вищої освіти Ізраїлю, був головою підкомітету урядового бюджету Економічної консультативної ради Ізраїлю та президентом Економетричного товариства.
Завдяки своїм знанням і багатому досвіду він зробив внесок в освіту великої кількості молодих студентів, багато з яких сьогодні займають важливі посади в ізраїльському уряді і бізнесі.

### Класичнадихотомія
Дон Патінкін вперше використав термін класична дихотомія у своїй праці «Невизначеність абсолютних цін у класичній економічній теорії» (англ. The Indeterminacy of Absolute Prices in Classical Economic Theory), опублікованій у 1949 році. Хоча багато економістів критикували поділ теорії вартості та монетарної теорії, саме Дон Патінкін об'єднав їх таким чином, щоб можна було виразити визначення як абсолютних, так і відносних цін. Він досяг цього завдяки ефекту балансу реальних грошей, який він включив у теорію загальної економічної рівноваги Вальраса. Ефект реальних залишків грошей став новим елементом, від якого економічні суб'єкти отримують вигоду. Це окремий випадок ефекту багатства, який відображає вплив реальних змінних, викликаних змінами в багатстві. Реальні грошові залишки — це сума грошей, яку зберігають у своєму розпорядженні суб'єкти господарювання. Їх кількість відносно стабільна. Суб'єкти господарювання використовують їх для забезпечення звичайних операцій і покриття можливих непередбачених витрат. Якщо реальні грошові залишки вищі за бажані та відносно стабільні в довгостроковій перспективі, економічні суб'єкти збільшать своє споживання. З іншого боку, якщо вони нижчі за необхідні, споживання зменшиться. У даному випадку важливо зазначити, що Дон Патінкін вважав вирішальним не номінальну кількість грошей, які є у суб'єктів господарювання, а те, чи достатньо цієї суми для забезпечення стабільної купівельної спроможності. У разі порушення рівноваги суб'єкти господарювання намагатимуться відновити рівноважну ситуацію. Таким чином, ефект балансу реальних грошей стає важливим механізмом трансмісії, який проникає на окремі ринки. Якщо визнати вплив реальних грошових залишків на споживання, то його можна розуміти як важливий фактор, що впливає на розвиток сукупних витрат, і як фактор, що діє автоматично. Це твердження є важливим, оскільки дозволяє зробити висновок про наявність у ринковому механізмі сил саморегулювання, здатних автоматично відновлювати рівновагу. Модель Дона Патінкіна — це модель повної зайнятості та модель, де поєднуються класичний і кейнсіанський підходи. Він включає чотири ринки — ринок товарів, ринок грошей, ринок облігацій і ринок праці, і описує ринковий механізм, який забезпечує автоматичне досягнення рівноваги на всіх ринках. Мета повної зайнятості досягається, коли ринок товарів, ринок грошей і ринок облігацій знаходяться в рівновазі. Тоді четвертий ринок — ринок праці — обов'язково знаходиться в рівновазі.

### Досягнення, нагороди та відзнаки
- 1947 р. — закінчив Свартмор коледж з відзнакою maximum cum layde.
- 1951 р. — ступінь доктора філософії з економіки в Колумбійському університеті.
- 1965 р. — був обраний членом Американської академії мистецтв та наук.
- 1983 p. — отримав премію Баумоля-Бергера за видатні досягнення у дослідженні грошової економіки.
- 1987 p. — Дон Патінкін отримав премію Харрісона за свій внесок у науку.
- 1995 р. — премія Остермана від Інституту наукових досліджень Єрусалимського університету за його піонерську роль у розвитку економічної теорії.

## Цитати
|  | Безпека майбутнього полягає в тому, щоб забезпечити стабільність вартості грошей. |

|  | Ефектична грошова політика повинна бути спрямована на забезпечення стабільності загального рівня цін, а не на збільшення виробництва. |

## Публікації
Дон Патінкін був видатним економістом, відомим своєю роботою в монетарній теорії, зокрема своєю книгою «Гроші, відсотки та ціни: інтеграція монетарної та теорії вартості», яка була опублікована в 1956 році.
Деякі з його інших видатних публікацій включають:
- «Меркантилізм і реадмісія євреїв в Англії», 1946, Єврейські соціальні дослідження
- «Фірми з кількома заводами, та недосконала конкуренція», 1947, QJE.
- «Відносні ціни, закон Сея та попит на гроші», 1948 р., Економетрика.
- «Гнучкість цін і повна зайнятість», 1948, AER.
- «Невизначеність абсолютних цін у класичній економічній теорії», 1949 р., Економетрика.
- «Вимушене безробіття та кейнсіанська функція пропозиції», 1949, EJ.
- «Перегляд теорії загальної рівноваги грошей», 1950, RES.
- «Недійсність класичної монетарної теорії», 1951, Econometrica.
- «Подальші міркування щодо теорії загальної рівноваги грошей», 1951, RES.
- «Обмеження „Принципу відповідності“ Самуельсона», 1952, Metroeconomica.
- «Кумулятивний процес Вікселла», 1952, EJ.
- «Дихотомії процесу ціноутворення в економічній теорії», 1954, Economica.
- «Кейнсіанська економіка та кількісна теорія», 1954 р., у Куріхарі, редактор «Посткейнсіанська економіка».
- «Монетарний і ціновий розвиток в Ізраїлі», 1955, Scripta Hierosolymitana.
- «Гроші, відсотки та ціни: інтеграція монетарної теорії та теорії вартості», 1956 р.
- «Перевага ліквідності та позикові кошти: аналіз запасів і потоків», 1958, Economica.
- «Світовий рух цін та економічний розвиток: деякі теоретичні аспекти», у Бонні, редактор, «Виклик розвитку».
- «Економіка Ізраїлю: перше десятиліття», 1959 р.
- «Кейнс і економетрика: про взаємодію макроекономічних революцій міжвоєнного періоду», 1976, Econometrica.